# (2590) Mourão
(2590) Mourão (1980 KJ; 1949 WP; 1963 SM; 1974 UN; 1974 VG2; 1974 XK) ist ein ungefähr acht Kilometer großer Asteroid des inneren Hauptgürtels, der am 22. Mai 1980 vom belgischen Astronomen Henri Debehogne am La-Silla-Observatorium auf dem La Silla in La Higuera in Chile (IAU-Code 809) entdeckt wurde. Er gehört zur Vesta-Familie, einer Gruppe von Asteroiden, die nach (4) Vesta benannt ist.

## Benennung
(2590) Mourão wurde nach dem Astronomen Ronaldo Rogério de Freitas Mourão (* 1935) benannt, der am Observatório Nacional in Rio de Janeiro tätig war und Doppelsterne, Asteroiden und Kometen erforschte. Er hat nahm umfassend Programm zur Beobachtung von Asteroiden an der Europäischen Südsternwarte teil, ist Autor mehrerer astronomischer Bücher und Gründer des Museu de Astronomia e Ciências Afins, dem brasilianischen Museum für Astronomie in Rio de Janeiro.